# ラニエーリ・デ・カルツァビージ
ラニエーリ・シモーネ・フランチェスコ・マリア・デ・カルツァビージ（Ranieri Simone Francesco Maria de' Calzabigi、1714年12月23日 - 1795年7月）は、イタリア出身の劇作家。オペラのリブレット作家として知られ、とくにグルックが1760年代にウィーンで作曲した改革オペラである『オルフェオとエウリディーチェ』と『アルチェステ』のリブレット作者として知られる。

## 生涯
カルツァビージはリヴォルノに生まれ、リヴォルノとピサで学んだ。早くから文才を示し、1740年にアカデミア・デル・アルカディア (it:Accademia dell'Arcadia) とコルトーナのアカデミア・エトルスカ (it:Accademia Etrusca) への参加が認められた。
1741年からナポリに住み、サン・カルロ劇場で上演してもらうために台本を書いたが使用を拒絶された。しかしその後も舞台作品を書きつづけ、1745年にはスペイン王フェリペ5世の娘のマリア・テレサとフランス王太子ルイ・フェルディナンの結婚を祝うオペラの台本を書き、1747年には王太子の誕生を祝する作品『Il sogno d'Olympia』の台本を書いた。
1750年ごろ、毒殺事件の嫌疑をかけられてパリに移り、在ナポリのフランス大使だったロピタル侯爵の秘書をつとめた。1754年にブフォン論争がはじまると、カルツァビージは基本的にイタリア側につき、『La Lulliade』という諷刺叙事詩を書いた（ただし完成したのは1789年）。パリでカルツァビージはメタスタージオ作品の校訂版の出版にたずさわったが、1755年に出版されたその第1巻の中で音楽劇の改良に関する論文を発表した。カルツァビージと弟はジョゼフ・パリ＝デュヴェルネ (Joseph Paris Duverney) を介してジャコモ・カサノヴァとつきあいがあり、カサノヴァの回想録の中にカルツァビージが登場する。
1760年、おそらくフランス人嫌いの素行を示したことからパリを去ってベルギーに移り、翌1761年にはウィーンへ移って宰相カウニッツの秘書として雇われた。ここでカルツァビージはウィーンの宮廷劇場監督ジャコモ・ドゥラッツォを介してグルックと知りあった。2人の協力による作品にはバレエ・パントマイム『ドン・ジュアン』（1761年）、および『オルフェオとエウリディーチェ』（1762年）と『アルチェステ』（1767年）の2つのオペラがあるが、いずれもオペラ改革を代表する作品として成功を収めた。また『ドン・ジュアン』や『アルチェステ』のリブレットの序文は（表向きの著者名は別の人物になっているが）いずれもカルツァビージによって書かれたものであり、オペラ改革の思想を示すものとして重要である。
カルツァビージによればメタスタージオやフランスのフィリップ・キノーに代表される当時のオペラのリブレットは刺激を求めるために筋書きが複雑になりすぎていた。カルツァビージのリブレットでは登場人物の数を減らし、脇役はそれまでのイタリアオペラにはなかった合唱によって表される。またバレエによって古代の精神を再生し、音楽が演劇と必然的な結びつきを持つことを強調していた。紋切り型のレチタティーヴォとアリア（とくにダ・カーポ・アリア）の形式によらず、より劇の構造に即した形式を使用し、これによってグルックはアッコンパニャートを主に用いることができるようになった。もちろんオペラ改革はカルツァビージだけの力によるものではないが、フランスに10年間住んでイタリアオペラとフランスオペラの両方に通じていたカルツァビージはグルックのオペラ改革において理想的な協力者だった。
1770年にカルツァビージはグルックと再び組んでオウィディウス『名婦の書簡』中のパリスとヘレネーの話にもとづいた3作めのオペラ『パリーデとエレーナ』を上演するが、これは大失敗に終わり、その後グルックとカルツァビージが協力することはなかった。カルツァビージは他にフロリアン・レオポルト・ガスマン作曲の喜劇オペラ『オペラ・セリア』（1769年）のリブレットを書いたが、これは題名の通り当時のオペラ・セリアを揶揄する内容だった。
女優との不倫騒ぎを起こして罷免され、1773年以前にウィーンを去って、1780年にナポリに戻った。
ウィーンを離れた後、1774年にピサで2巻の詩集を出版した。同年オシアンにもとづいた『コマーラ』を書き、ピエトロ・モランディ作曲によって1780年にセニガッリアで上演された。1780年にはグルックのために『イペルメストラ』を書いて送ったが、グルックはこれをカルツァビージに無断でサリエリに作曲させた。この作品は1784年にパリで『ダナオスの娘たち』の題で上演されたが、カルツァビージはこのことに関してグルックを非難する長文の書簡をメルキュール・ド・フランスに掲載している。最後のリブレットはパイジェッロ作曲でナポリで上演された『エルヴィーラ』（1794年）と『エルフリーダ』（1792年）である。しかしながらグルックの作品以外は後世に残らなかった。
ウィーンを去ってからカルツァビージは経済的に困窮したが、後に再びオーストリアから年金が給与されることになり、その後は主に文学批評家として活動した。1795年7月にナポリで没した。